# 마산항
마산항(馬山港)은 1899년 5월 1일 개항한 경상남도 창원시의 항구이다.
마산항의 개항이 일본 제국주의에 의한 강제개항으로 언급되곤 했으나, 2019년 조선 정부의 요구에 의해 추진된 자율적 개항이라는 주장이 처음으로 제기됐다. 마산항 서항지구 친수공간은 마산항 서항부두～1부두～중앙부두까지 총연장 2.3km로 대한민국에서는 가장 큰 규모이다.